# Donald Petrie (botánico)
Donald Petrie (Morayshire, Escocia, 7 de septiembre de 1846 - 1925) fue un botánico neozelandés, nacido en Escocia.
Enseñó en el Glasgow Free Church Training College, Glasgow Academy y en el Scotch College, de Melbourne, Australia, antes de ser nombrado inspector de escuelas del gobierno provincial en Otago, Nueva Zelanda, en octubre de 1873.

## Honores

### Membresías
- activo del Instituto Otago
- 1886: elegido miembro de la [Sociedad Linneana de Londres]
- 1896: se desempeñó como presidente del Instituto de Auckland
- 1911: uno de los 20 miembros originales de la Real Sociedad de Nueva Zelanda y ocupó varios cargos allí, incluyendo miembro del consejo, miembro de la junta de gobernadores y presidente en 1915.

### Eponimia
- Carmichaelia petriei[2]
- La abreviatura «Petrie» se emplea para indicar a Donald Petrie como autoridad en la descripción y clasificación científica de los vegetales.[3]